# ケルメス

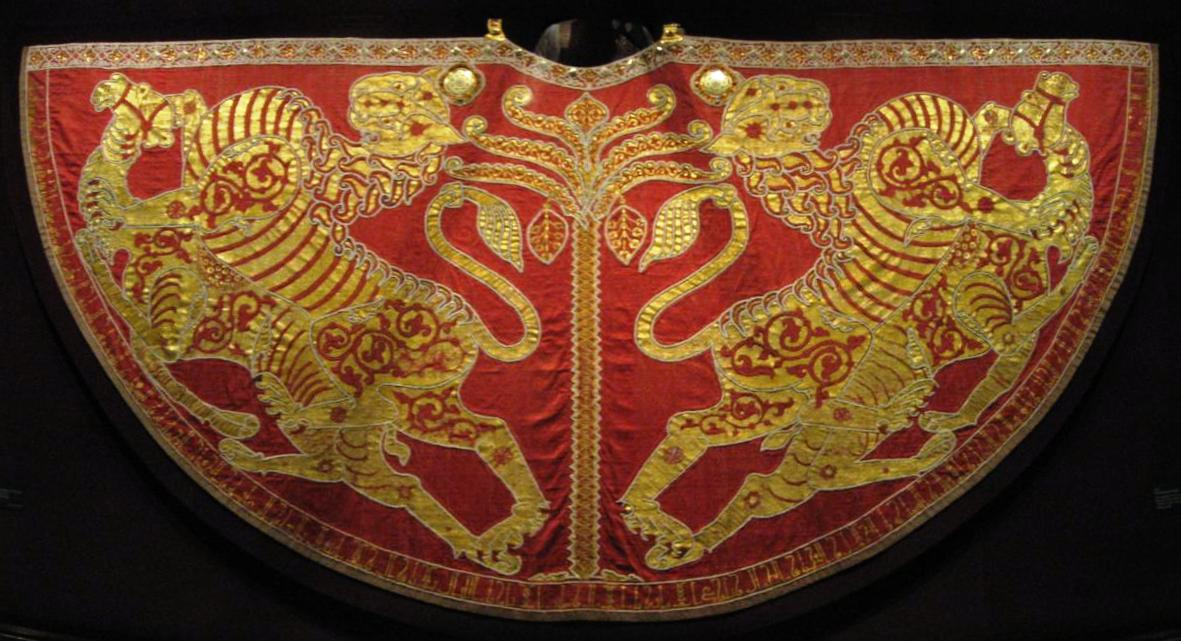
シチリア王ルッジェーロ2世の即位式用マント、1133–34年シチリア島パレルモの王立工房で絹をケルメスで染色し金糸刺繍と真珠で装飾されている。ウィーン美術史美術館

ケルメス属は、カメムシ目に属するカイガラムシの属である。常緑樹のオークの樹液を餌とする。メスはケルメスと呼ばれる天然のクリムゾン染料の原料となる。

## 語源
ケルメスの語源は、赤もしくはクリムゾンを意味するアラビア語／ペルシャ語のqirmiz (قرمز)である。さらにそのもとをたどると、「虫が作る」を意味するサンスクリット कृमिज （kṛmi-ja）が、中世ペルシア語を経てアラビア語に入ったものだと考えられる。。

## 種
- Kermes bacciformis Leonardi, 1908
- Kermes corticalis (Nassonov, 1908)
- Kermes gibbosus Signoret, 1875
- Kermes ilicis (Linnaeus, 1758)
- Kermes roboris (Fourcroy, 1785)
- Kermes vermilio Planchon, 1864